# Ralph de Jongh
Ralph de Jongh (Roosendaal, 31 juli 1975) is een Nederlands blueszanger, componist, gitarist en kunstenaar. Hij brengt zijn muziek in eigen beheer uit. De houten klompen die hij als percussie-instrument gebruikt worden gezien als zijn handelsmerk. Tevens is hij productief als schilderend kunstenaar. Hij maakt vooral werken in de cobra stijl. 

## Biografie
De Jongh studeerde in 2003 af aan de Universiteit van Amsterdam als wijsgeer kunst en cultuur, Antieke Chinese wijsbegeerte met betrekking tot de plek van muziek in de samenleving. De Jongh speelt sinds 1990 gitaar en zingt en schrijft eigen nummers. Daarnaast is hij actief als kunstschilder.
Hij werd in 2004 ontdekt door Harry Muskee van Cuby and the Blizzards die hem uitnodigde als zijn voorprogramma van 2006 tot 2008, ook speelde hij in 2007 in het voorprogramma van Normaal en in 2001 in het voorprogramma van Peter Green.
Zijn eerste band vormde hij in 1992 samen met Harmen Fraanje: The Blue Band, daarna volgden The Three Nobody's en de The Furious Freaking Dales. In 2010 ontstond Ralph de Jongh & Crazy Hearts met gitarist Christof Bauwens, bassist Jasper Mortier, drummer Marcel Wolthof, saxofonist en percussionist Arend Bouwmeester en toetsenist Bas Mulder. De Ralph de Jongh Band bestaat uit: Ralph de Jongh (zang, gitaar, mondharmonica), Maarten Ouweneel (gitaar), Joost Verbraak (trompet, trombone, percussie), Arie Verhaar (drums), Rogier Hemmes (bas), Ewa Pepper (viool), en Arend Bouwmeester (saxofoon, klarinet, percussie).
In 2010 won De Jongh de Dutch Blues Award voor 'Best vocal' georganiseerd door de Dutch Blues Foundation. Als gevolg daarvan vertegenwoordigde hij Nederland op de International Blues Challenge in Memphis in 2011 en 2015.
2017 was een productief jaar met diverse exposities, 130 optredens en zes nieuwe albums. In december trouwde De Jongh met Monique Anderson in Borger op het podium tijdens een optreden in Cultuurpodium VanSlag.
Het album Quantum werd in 2018 live opgenomen in de studio. Alle nummers werden door De Jongh geïmproviseerd. De cd heeft nauwelijks overdubs. Op deze plaat zijn naast De Jongh te horen: Marcel Wolthof op drums, Moon Anderson als zanger, Nico Heilijgers op bas, Leon van Etten op drums, Almar Fernhout op gitaar en Michel ten Hoope op bas. Ten Hoope overleed in 2019 net voor het uitbrengen van de cd.
De cd Bluezy werd opgenomen tijdens een radio-uitzending van Nico 'Bluezy' Bravenboer bij RTVRidderkerk. Medemuzikanten zijn Ewa Pepper op viool, Max Joosten op mondharmonica en Freek Prins op cajon.
Op 8 augustus 2019 nam De Jongh enkele tientallen nummers op in studio Kisjes te Dalfsen. Alles werd in één take opgenomen en ter plekke gemixt en gemasterd. Het resultaat is het vierdelige album Roadtrippin, met De Jongh op gitaar en mondharmonica, Moon Anderson voor het slagwerk, Nico Heilijgers op bas, Elmore James van Dodewaard op drums en Chiron Schut op gitaar. Op de vierde cd staan een drietal liveopnamen van Omrop Fryslân, met op drums Arie Verhaar en op gitaar Tim Birkenholz.
Tussen april 2020 en maart 2023 verscheen een groot aantal nieuwe albums met studio- en liveopnamen uit 2019-2023. De Jongh speelt hierop solo en met diverse bands in verschillende samenstellingen. Om de kosten te drukken, verschenen de cd's in een sober kartonnen hoesje in een oplage variërend van 50 tot 100 stuks.

## Discografie
| Cd                                                            | Jaar |
| ------------------------------------------------------------- | ---- |
| Burst out Explosion                                           | 1997 |
| Live at Crossroads                                            | 2004 |
| Daddy’s Blues                                                 | 2004 |
| Live in het Patronaat                                         | 2004 |
| Sunday Afternoon                                              | 2005 |
| Brainmood                                                     | 2005 |
| Live at the Saint Azaire Bluesfestival                        | 2007 |
| Emotion                                                       | 2007 |
| Just Ralph                                                    | 2007 |
| More than Words                                               | 2011 |
| Free Music                                                    | 2012 |
| Ill                                                           | 2014 |
| Ben’s Choice                                                  | 2014 |
| Sun Coming Up                                                 | 2014 |
| Live @ De Noot                                                | 2015 |
| Lonesome Man, Ocean of Love                                   | 2016 |
| Dancing on a Volcano Trilogy 20 years of Burst out Explosions | 2017 |
| Live                                                          | 2017 |
| Slow Turtle Sundance                                          | 2017 |
| Breath of Live                                                | 2017 |
| Quantum                                                       | 2019 |
| Live@The Theatre                                              | 2019 |
| Bluezy                                                        | 2019 |
| Roadtrippin                                                   | 2019 |
| Live@The Theatre vol.2                                        | 2020 |
| The Whole World Inside vol.1                                  | 2020 |
| Wild Boy                                                      | 2020 |
| A Brand New Man                                               | 2020 |
| I Live my Life Without Make Up                                | 2020 |
| XL                                                            | 2020 |
| Solo                                                          | 2020 |
| Solo Germany                                                  | 2020 |
| Rainbow Child                                                 | 2020 |
| Let It Be Good for All                                        | 2020 |
| On the Blue Line                                              | 2020 |
| Fast Man                                                      | 2021 |
| Let It Be Good for All (rock version)                         | 2021 |
| New School                                                    | 2021 |
| No Words                                                      | 2021 |
| Flower of Life                                                | 2021 |
| Be Who You Are                                                | 2021 |
| I was Just Trying to Find a Way to Be Myself                  | 2021 |
| I Love Real Live                                              | 2021 |
| The Knight Is One                                             | 2021 |
| To Another Clowns Paradise                                    | 2021 |
| Sing That Old Blues in the Rain                               | 2021 |
| Is All We Need                                                | 2021 |
| In Your Neighbours Eyes                                       | 2021 |
| In This Miracle                                               | 2021 |
| Your Man                                                      | 2021 |
| In the Morning I'll Fly Away                                  | 2021 |
| When the Wind Blows                                           | 2021 |
| Every Time I Fall                                             | 2021 |
| Purple Harry                                                  | 2021 |
| My Friend                                                     | 2021 |
| Home                                                          | 2021 |
| Let the Snowflakes Fall                                       | 2021 |
| Rattle Like a Rattlesnake                                     | 2021 |
| Special Trio 1 & 2                                            | 2021 |
| Bluesworld 1 & 2                                              | 2021 |
| EM2 = Love                                                    | 2021 |
| Horses Stables 1 & 2                                          | 2021 |
| XXL                                                           | 2021 |
| Best Blue 1 - 5                                               | 2021 |
| Tussen de Dijken                                              | 2021 |
| POi                                                           | 2021 |
| I`m Falling In Your Arms Without a Break                      | 2021 |
| Blues                                                         | 2021 |
| A Child That Fell On The Earth                                | 2021 |
| Let Us Slowdance                                              | 2022 |
| Asdays Are Dark                                               | 2022 |
| T&R                                                           | 2022 |
| MiKo                                                          | 2022 |
| Koeln \| Musicon                                              | 2022 |
| The Chain                                                     | 2023 |
| Theater Miko                                                  | 2023 |
| Best Of - vol 1 & 2                                           | 2023 |

| Vinylplaat             |           | Jaar |
| ---------------------- | --------- | ---- |
| Sun Coming Up          | dubbel-lp | 2014 |
| Slow Turtle Sundance   |           | 2017 |
| Quantum                | dubbel-lp | 2019 |
| Live@The Theatre       | dubbel-lp | 2019 |
| The Whole World Inside |           | 2020 |
| EM2 = Love             |           | 2021 |
| Let It Be Good for All |           | 2021 |
| Lonesome Man           |           | 2021 |

| Dvd's               | Jaar |
| ------------------- | ---- |
| Emotion             | 2007 |
| Live in De Amer     | 2012 |
| Bluestransfusions   | 2014 |
| Bluesmoose          | 2015 |
| Vledder solo cd+dvd | 2015 |